# Chaparana
Chaparana é um género de anfíbio anuro pertencente família Ranidae.

## Espécies
- Chaparana aenea (Smith, 1922).
- Chaparana delacouri (Angel, 1928).
- Chaparana fansipani (Bourret, 1939).
- Chaparana quadranus (Liu, Hu et Yang, 1960).
- Chaparana sikimensis (Jerdon, 1870).
- Chaparana unculuanus (Liu, Hu et Yang, 1960).